# Werbena

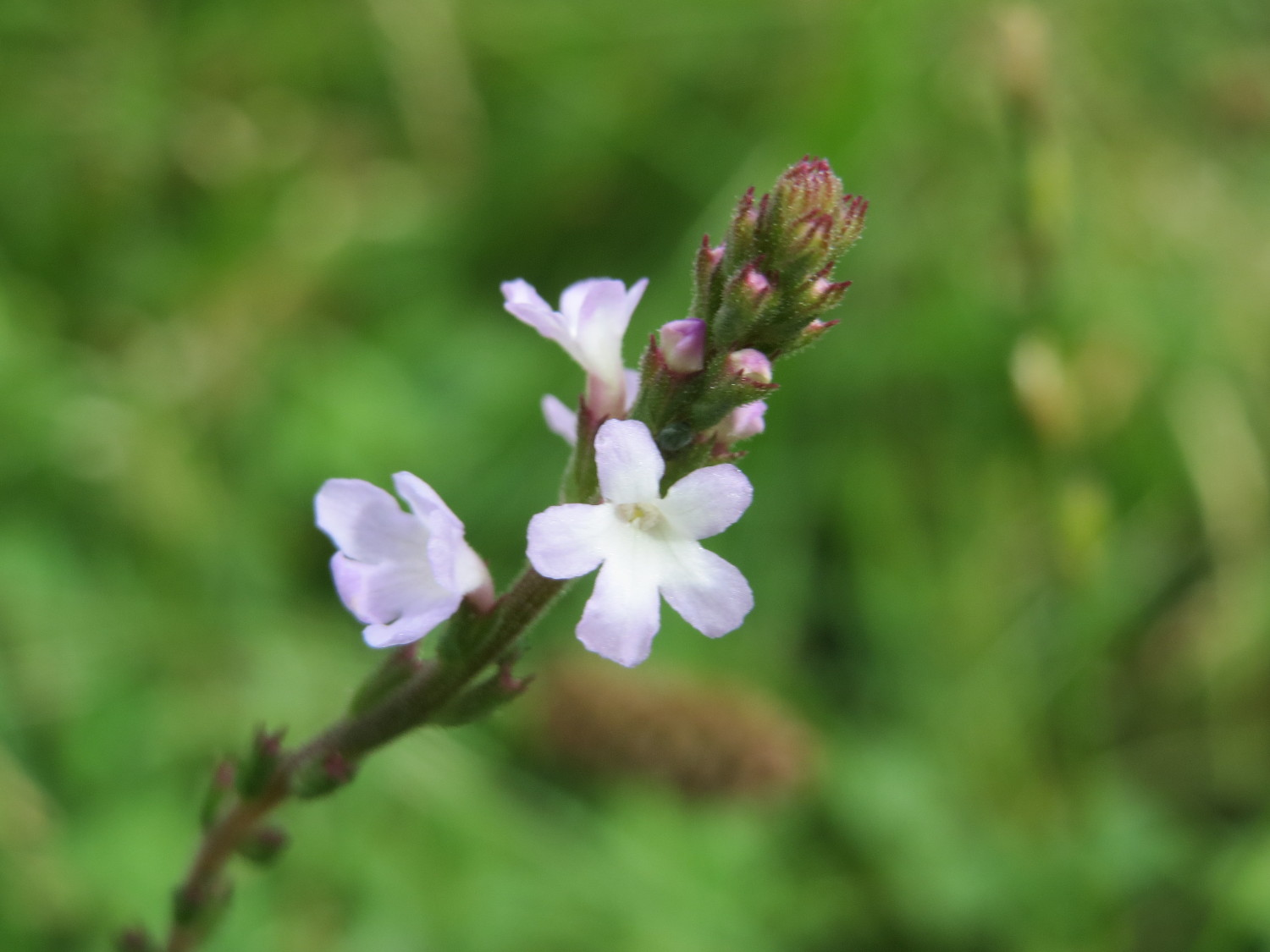
Werbena pospolita

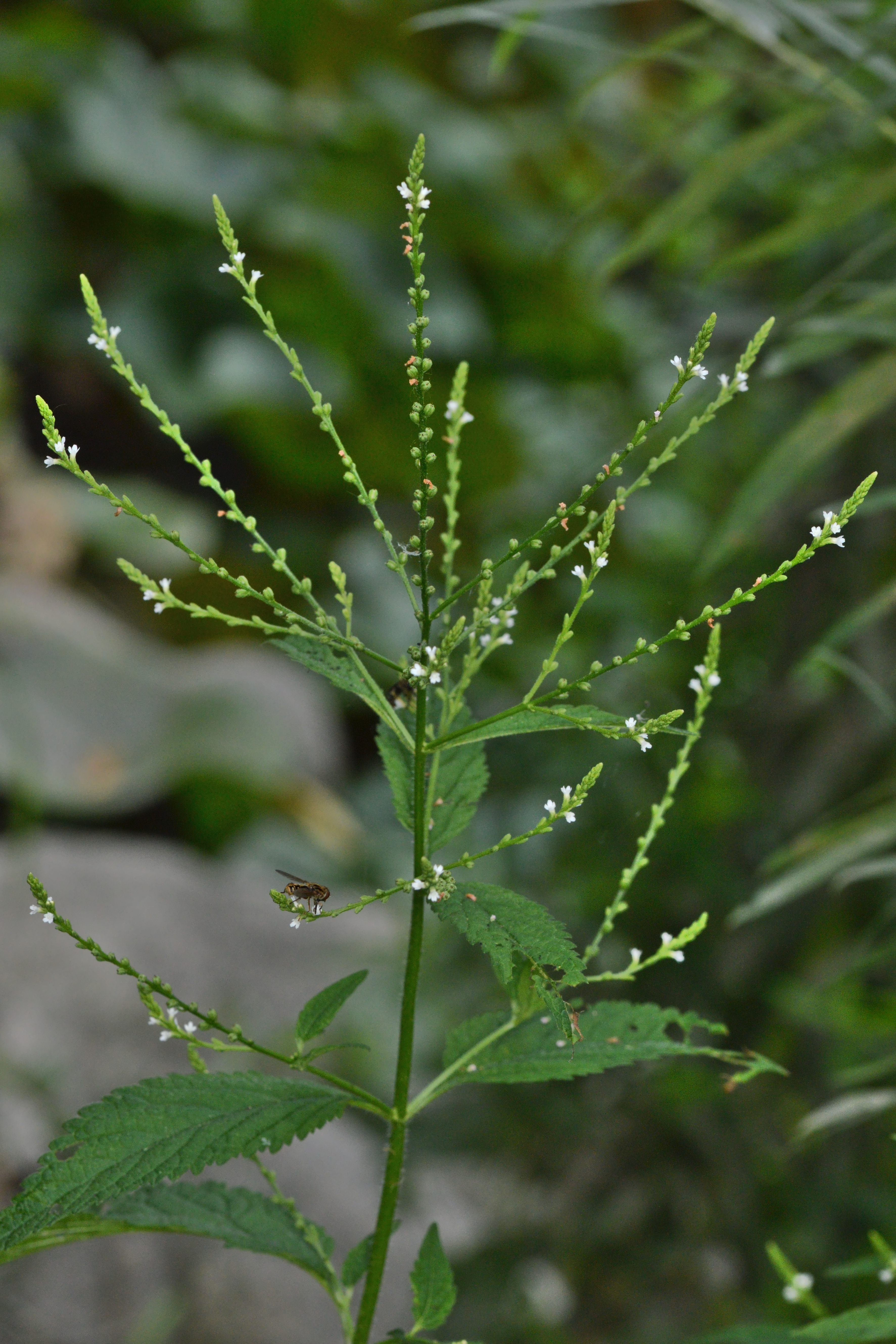
Werbena pokrzywolistna

Werbena, witułka (Verbena L.) – rodzaj roślin zielnych z rodziny werbenowatych. Obejmuje ok. 150 gatunków. Rośliny te występują na wszystkich kontynentach z wyjątkiem Antarktydy, przy czym najbardziej zróżnicowane są na obu kontynentach amerykańskich, zwłaszcza w Ameryce Południowej i Środkowej. W Europie rosną dwa gatunki, z czego w Polsce jeden – werbena pospolita, w. lekarska (V. officinalis), będąca przy tym zadomowionym antropofitem. Niektóre gatunki zostały rozprzestrzenione i stały się inwazyjne w różnych częściach świata (np. V. rigida i V. bonariensis). Rośliny te w większości rosną na terenach trawiastych.
Niektóre gatunki uprawiane są jako ozdobne, przy czym popularna werbena ogrodowa (V. hybrida) pochodzenia mieszańcowego jest współcześnie przenoszona do rodzaju Glandularia. Do gatunków ozdobnych z tego rodzaju należą: werbena żyłkowana, patagońska i oszczepowata. Werbena pospolita stosowana była także w ziołolecznictwie i miała znaczenie magiczne. V. litoralis wykorzystywana jest w Urugwaju do kontroli płodności.

## Morfologia

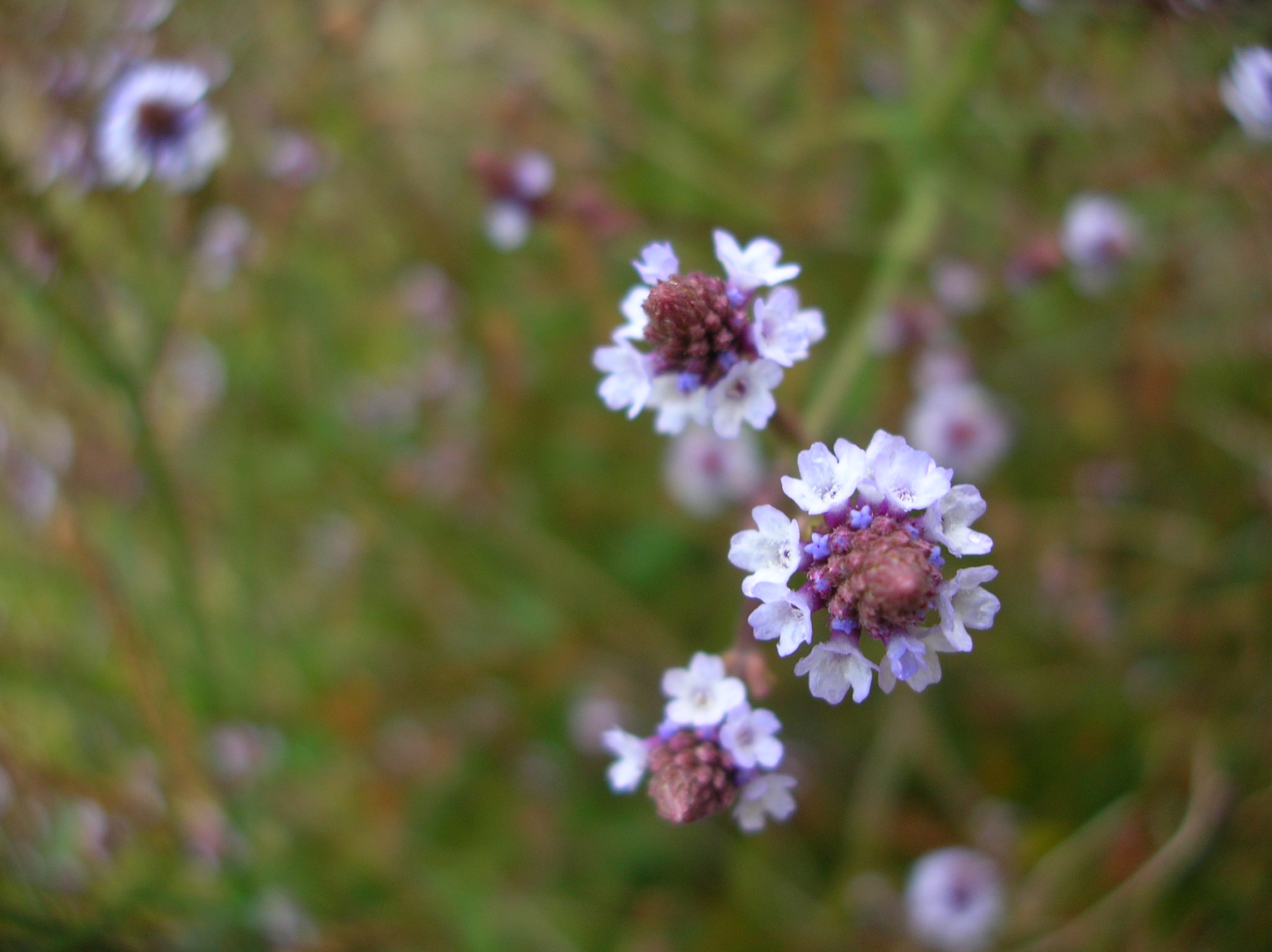
Verbena litoralis

ŁodygaRośliny jednoroczne, byliny i półkrzewy pokryte zwykle szorstkimi włoskami i osiągające do 1,5 m wysokości.
LiścieNaprzeciwległe, szorstkie, głęboko wcinane lub pierzaste.
KwiatyZebrane na szczytach pędów w kwiatostany spłaszczone od góry lub kłosopodobne. Kielich z 4 lub 5 zrośniętych działek, krótki. Korona kwiatu z 4 lub 5 płatków, u dołu zrośniętych w krótszą lub dłuższą rurkę. Łatki podobnej wielkości, barwy białej, liliowej, różowej do czerwonej. Pręciki 4 w dwóch parach, czasem tylko dwa. Zalążnia górna, czterokomorowa, w każdej komorze z pojedynczym zalążkiem. Szyjka słupka długa i zakończona nierówno podzielonym widlasto znamieniem.
OwocRozłupnia rozpadająca się na cztery rozłupki.

## Systematyka
Rodzaj z rodziny werbenowatych Verbenaceae z plemienia Verbeneae. Dzielony jest na trzy sekcje (Amphepeiros, Verbena i Verbenaca) oraz kilkanaście serii.
Wiele gatunków dawniej zaliczanych do rodzaju Verbena, zostało w nowszych ujęciach taksonomicznych przeniesione do innych rodzajów (Aloysia, Glandularia, Junellia, Lippia, Mulguraea, Phyla, Priva, Stachytarpheta).
Wykaz gatunków (zweryfikowane według The Plant List)
- Verbena alata Otto ex Sweet
- Verbena alejandrana (B.L.Turner) Christenh. & Byng
- Verbena × allenii Moldenke
- Verbena amoena Paxton
- Verbena andalgalensis Moldenke
- Verbena angustilobata (Moldenke) Christenh. & Byng
- Verbena araucana Phil.
- Verbena aristigera S.Moore
- Verbena atacamensis Reiche
- Verbena aurantiaca Speg.
- Verbena bajacalifornica Moldenke
- Verbena balansae Briq.
- Verbena barbata Graham
- Verbena berteroi (Meisn.) Schauer
- Verbena × bingenensis Moldenke
- Verbena bipinnatifida Schauer
- Verbena × blanchardii Moldenke
- Verbena bonariensis L. – werbena patagońska, w. argentyńska
- Verbena brachyrhynchos (G.L.Nesom & Vorobik) Christenh. & Byng
- Verbena bracteata Cav. ex Lag. & Rodr.
- Verbena brasiliensis Vell.
- Verbena cabrerae Moldenke
- Verbena californica Moldenke
- Verbena calinfera G.L.Nesom
- Verbena canadensis (L.) Britton
- Verbena canescens Kunth
- Verbena caniuensis Moldenke
- Verbena carnea Medik.
- Verbena carolina L.
- Verbena catharinae Moldenke
- Verbena cheitmaniana Moldenke
- Verbena chiricahensis (Umber) Moldenke
- Verbena × clemensiorum Moldenke
- Verbena cloverae Moldenke
- Verbena corymbosa Ruiz & Pav.
- Verbena cuneifolia Ruiz & Pav.
- Verbena dalloniana Quézel
- Verbena × deamii Moldenke
- Verbena delicatula Mart. & Zucc.
- Verbena delticola Small ex Perry
- Verbena demissa Moldenke
- Verbena dissecta Willd. ex Spreng.
- Verbena dusenii Moldenke
- Verbena ehrenbergiana Schauer
- Verbena elegans Kunth
- Verbena × engelmannii Moldenke
- Verbena ephedroides Cham.
- Verbena falcata G.L.Nesom
- Verbena filicaulis Schauer
- Verbena flava Gillies & Hook.
- Verbena glabrata Kunth
- Verbena gooddingii Briq.
- Verbena × goodmanii Moldenke
- Verbena goyazensis Moldenke
- Verbena gracilescens (Cham.) Herter
- Verbena gracilis Desf.
- Verbena grisea B.L.Rob. & Greenm.
- Verbena guaibensis (P.Peralta & V.Thode) Christenh. & Byng
- Verbena guaranitica (Tronc.) Moldenke
- Verbena gynobasis Wedd.
- Verbena halei Small
- Verbena hassleriana Briq.
- Verbena hastata L. – werbena oszczepowata
- Verbena hatschbachii Moldenke
- Verbena herteri Moldenke
- Verbena hirta Spreng.
- Verbena hispida Ruiz & Pav.
- Verbena humifusa Cham.
- Verbena × illicita Moldenke
- Verbena incompta P.W.Michael
- Verbena intermedia Gillies & Hook.
- Verbena jessicae Nesom & G.S.Hinton
- Verbena jordanensis Moldenke
- Verbena kuntzeana Moldenke
- Verbena laciniata (L.) Briq.
- Verbena landbeckii Phil.
- Verbena lasiostachys Link
- Verbena lilacina Greene
- Verbena lilloana Moldenke
- Verbena lindbergii Moldenke
- Verbena lindmanii Briq.
- Verbena lipozygioides Walp.
- Verbena litoralis Kunth
- Verbena livermorensis B.L.Turner & G.L.Nesom
- Verbena lobata Vell.
- Verbena macdougalii A.Heller
- Verbena macrosperma Speg.
- Verbena madrensis G.L.Nesom
- Verbena malmii Moldenke
- Verbena malpaisana (T.Van Devender & G.L.Nesom) Christenh. & Byng
- Verbena maritima Small
- Verbena marrubioides Cham.
- Verbena megapotamica Spreng.
- Verbena mendocina Phil.
- Verbena menthifolia Benth.
- Verbena microphylla Kunth
- Verbena moctezumae G.L.Nesom & T.Van Devender
- Verbena × moechina Moldenke
- Verbena montevidensis Spreng.
- Verbena moranii G.L.Nesom
- Verbena multiglandulosa Moldenke
- Verbena nana Moldenke
- Verbena neomexicana (A.Gray) Briq.
- Verbena officinalis L. – werbena pospolita, w. lekarska
- Verbena × ostenii Moldenke
- Verbena ovata Cham.
- Verbena paraguariensis Moldenke
- Verbena paranensis Moldenke
- Verbena parodii (Covas & Schnack) Moldenke
- Verbena paulensis Moldenke
- Verbena perennis Wooton
- Verbena × perriana Moldenke
- Verbena × perturbata Moldenke
- Verbena peruviana (L.) Britton
- Verbena phlogiflora Cham.
- Verbena pinetorum Moldenke
- Verbena platensis Spreng.
- Verbena plicata Greene
- Verbena polyantha (Umber) Moldenke
- Verbena porrigens Phil.
- Verbena pumila Rydb.
- Verbena quadrangulata A.Heller
- Verbena racemosa Eggert
- Verbena radicata Moldenke
- Verbena recta Kunth
- Verbena rectiloba Moldenke
- Verbena regnelliana Moldenke
- Verbena reitzii Moldenke
- Verbena ribifolia Walp.
- Verbena rigida Spreng. – werbena żyłkowana
- Verbena rugosa Mill.
- Verbena × rydbergii Moldenke
- Verbena sagittalis Cham.
- Verbena santiaguensis (Covas & Schnack) Moldenke
- Verbena scabra Vahl
- Verbena scabrella Sessé & Moc.
- Verbena scrobiculata Griseb.
- Verbena selloi Spreng.
- Verbena sessilis (Cham.) Kuntze
- Verbena simplex Lehm.
- Verbena sphaerocarpa L.M.Perry
- Verbena stellarioides Cham.
- Verbena stricta Vent. – werbena sztywna
- Verbena strigosa Cham.
- Verbena × stuprosa Moldenke
- Verbena subincana (Tronc.) Shinners
- Verbena sulphurea D.Don
- Verbena supina L.
- Verbena tampensis Nash
- Verbena tecticaulis Tronc.
- Verbena tenera Spreng.
- Verbena teucriifolia M.Martens & Galeotti
- Verbena thymoides Cham.
- Verbena tomophylla Briq.
- Verbena townsendii Svenson
- Verbena tumidula L.M.Perry
- Verbena turneri (G.L.Nesom) Christenh. & Byng
- Verbena tweedieana Niven ex Hook.
- Verbena urticifolia L. – werbena pokrzywolistna
- Verbena × uruguayensis Moldenke
- Verbena valerianoides Kunth
- Verbena venturii Moldenke
- Verbena verecunda (Umber) Moldenke
- Verbena villifolia Hayek
- Verbena xutha Lehm.